# Moreton, Merseyside
Moreton är en ort i unparished area Wallasey, i distriktet Wirral, Storbritannien. Den ligger i grevskapet Merseyside och riksdelen England, i den centrala delen av landet, 290 km nordväst om huvudstaden London. Moreton ligger 13 meter över havet och antalet invånare är 17 670. Moreton var en civil parish 1866–1928 när blev den en del av Wallasey. Civil parish hade 4 029 invånare år 1921.
Terrängen runt Moreton är platt. Havet är nära Moreton åt nordväst. Runt Moreton är det mycket tätbefolkat, med 1 177 invånare per kvadratkilometer. Närmaste större samhälle är Liverpool, 9,3 km öster om Moreton. Runt Moreton är det i huvudsak tätbebyggt.